# Mad Max

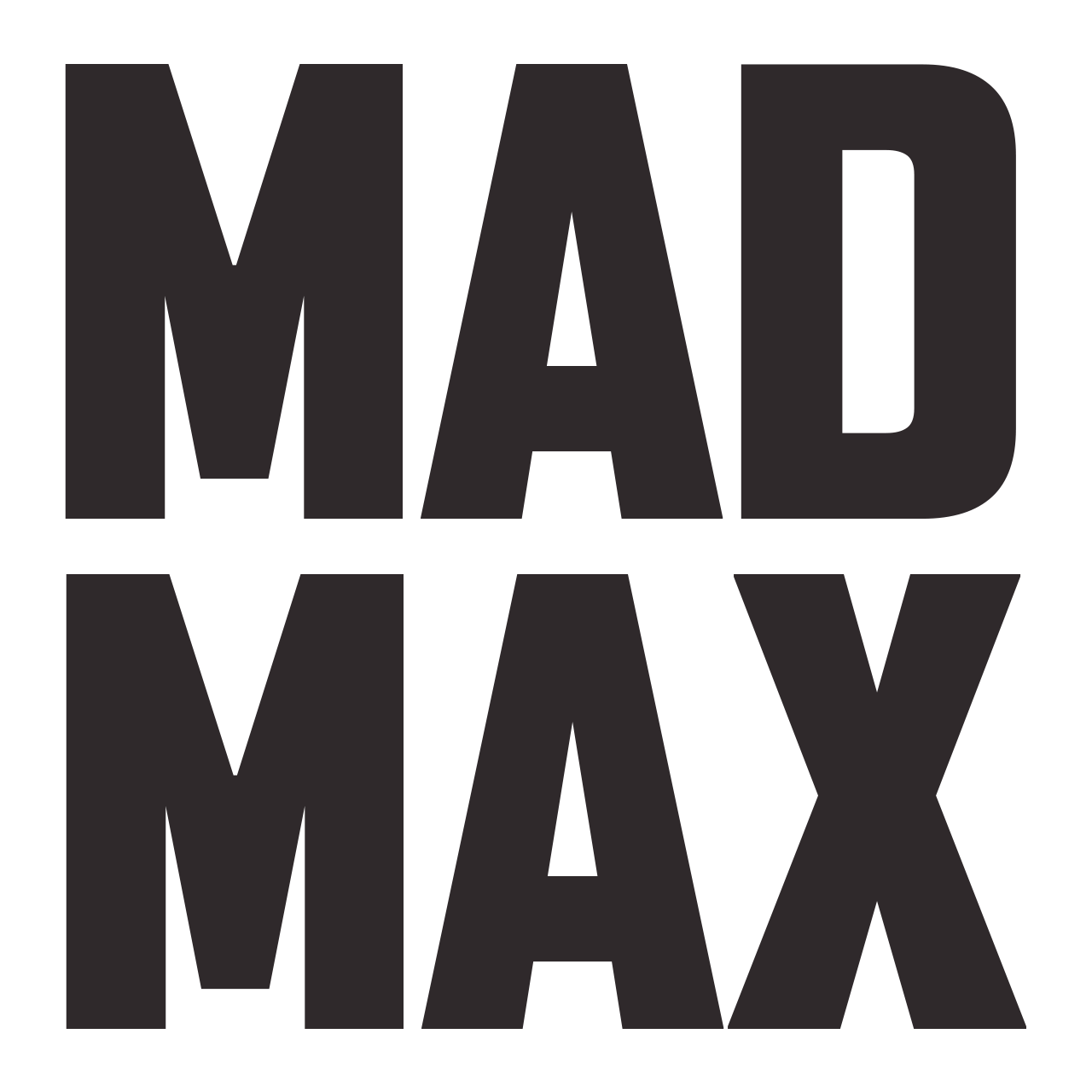
Logo del franchise

Max Rockatansky in una scena di Mad Max: Fury Road

Mad Max è un media franchise nato da una serie cinematografica australiana, ideata e diretta da George Miller, ambientata in uno scenario postapocalittico.
Nel primo film la guerra nucleare non è ancora scoppiata, ma l'ambientazione è distopica. La serie vede come protagonista l'ex poliziotto Max Rockatansky, detto "Mad Max" o "Il guerriero della strada", interpretato dall'attore Mel Gibson e successivamente da Tom Hardy. La serie conta cinque film, a cui si sono aggiunti altri media come fumetti e videogiochi.

## Film
| Film                                    | Data di uscita USA | Regia                         | Sceneggiatura                                   | Soggetto                                        | Produttori                              |
| --------------------------------------- | ------------------ | ----------------------------- | ----------------------------------------------- | ----------------------------------------------- | --------------------------------------- |
| Interceptor                             | 12 aprile 1979     | George Miller                 | James McCausland, George Miller                 | George Miller, Byron Kennedy                    | Byron Kennedy                           |
| Interceptor - Il guerriero della strada | 24 dicembre 1981   | George Miller                 | Terry Hayes, George Miller, Brian Hannant       | Terry Hayes, George Miller, Brian Hannant       | Byron Kennedy                           |
| Mad Max oltre la sfera del tuono        | 10 luglio 1985     | George Miller, George Ogilvie | Terry Hayes, George Miller                      | Terry Hayes, George Miller                      | George Miller                           |
| Mad Max: Fury Road                      | 15 maggio 2015     | George Miller                 | George Miller, Brendan McCarthy, Nico Lathouris | George Miller, Brendan McCarthy, Nico Lathouris | George Miller, Doug Mitchell, PJ Voeten |
| Furiosa: A Mad Max Saga                 | 24 maggio 2024     | George Miller                 | George Miller, Nico Lathouris                   | George Miller, Nico Lathouris                   | George Miller, Doug Mitchell            |

### Interceptor(1979)

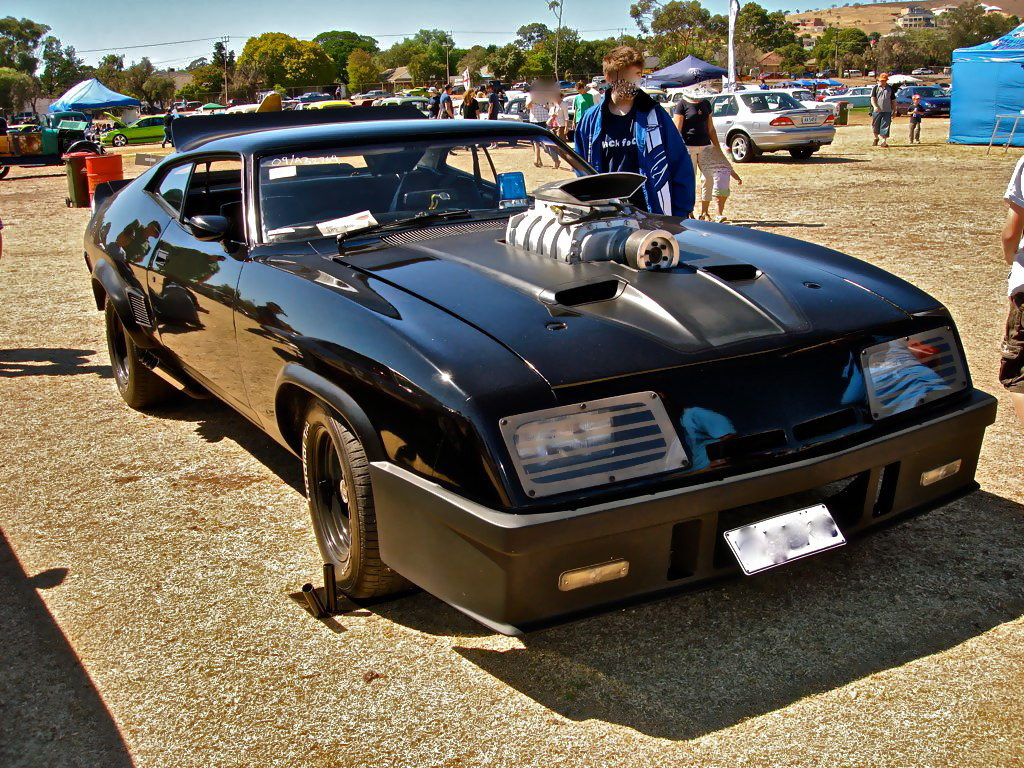
Fedele replica della V8 Interceptor come compare nel primo film

Primo film con protagonista Max Rockatansky, un poliziotto del Main Force Patrol (una forza di polizia che tenta di mantenere l'ordine in una società che si sta avviando all'autodistruzione per cause petrol-economiche, dove la legge non ha più alcun valore). Nel corso del film Max si scontra con una banda di motociclisti capeggiata da Toecutter, che lo porteranno ad abbandonare definitivamente l'uniforme per diventare un guerriero della strada.

### Interceptor - Il guerriero della strada(1981)
Secondo film, ambientato alcuni anni dopo il primo. La Terra è ormai ridotta a una landa desolata in seguito alla guerra nucleare e l'acqua e la benzina sono diventati gli elementi più importanti per la sopravvivenza divenendo la causa di una guerra tra i predoni Humungus e gli abitanti di un villaggio dove giunge il protagonista. Nel film Max aiuterà la comunità del villaggio a sbarazzarsi dei predoni.

### Mad Max oltre la sfera del tuono(1985)
Anni dopo gli avvenimenti del secondo film, Max giungerà a Bartertown, dove aiuterà Auntie Entity a prendere il comando del villaggio. Successivamente disobbedisce agli ordini di Auntie Entity e viene esiliato nel deserto, dove trova una piccola comunità di orfani che vivono allo stato brado. Conquisterà la loro fiducia e tornerà a Bartertown per salvare alcuni degli orfani che volevano cercare la città da dove proveniva Max finendo per lottare nuovamente per la propria libertà e quella degli orfani. Finale aperto a un seguito che si concretizzerà solo molti anni dopo con Fury Road, al quale Mel Gibson non volle partecipare.

### Mad Max: Fury Road(2015)
In questo film, Max verrà catturato dai Figli di Guerra del tiranno Immortan Joe e, contemporaneamente, le mogli del signore della guerra verranno aiutate a fuggire dalla ribelle Imperatrice Furiosa. Max, in un secondo momento, si unirà a loro e le aiuterà a fuggire dal tiranno e dai Figli di Guerra.

### Furiosa: A Mad Max Saga(2024)
In un mondo post-apocalittico, Furiosa, rapita da bambina dal Luogo Verde delle Molte Madri in cui viveva, viene accolta sotto l'ala del folle signore della guerra Dementus, il cui esercito di motociclisti arriverà presto a scontrarsi con la potenza rivale di quelle terre desertiche rappresentata da Immortan Joe. Racconta un pezzo della storia di Furiosa antecedente ai fatti di Mad Max: Fury Road.

## Cronologia
Secondo il regista George Miller, ogni successivo film della saga è un'opportunità per esplorare nuove idee e migliorare aspetti che non ha potuto realizzare nei film precedenti, rendendoli così indipendenti l'uno dall'altro, ma nello stesso tempo collegati in qualche modo. In un'intervista rilasciata ai microfoni di Den of Geek nel 2020, il regista, infatti, ha avuto modo di esprimere il suo punto di vista sulla continuità della saga, un capitolo dopo l'altro, spiegando:

## Personaggi e interpreti
- La cella vuota e grigia scura indica che il personaggio non è presente nel film
- A indica un'apparizione attraverso filmati o audio d'archivio
- O indica una versione più anziana del personaggio
- V indica un ruolo di sola voce
- Y indica una versione più giovane del personaggio

| Personaggio           | Film             | Film                                    | Film                             | Film                      | Film                           |
| Personaggio           | Interceptor      | Interceptor - Il guerriero della strada | Mad Max oltre la sfera del tuono | Mad Max: Fury Road        | Furiosa: A Mad Max Saga        |
| --------------------- | ---------------- | --------------------------------------- | -------------------------------- | ------------------------- | ------------------------------ |
| Max Rockatansky       | Mel Gibson       | Mel Gibson                              | Mel Gibson                       | Tom Hardy                 | Jacob Tomuri                   |
| Jessie Rockatansky    | Joanne Samuel    | Joanne SamuelA                          |                                  |                           |                                |
| Toecutter             | Hugh Keays-Byrne |                                         |                                  |                           |                                |
| Jim "Goose" Rains     | Steve Bisley     |                                         |                                  |                           |                                |
| Johnny the Boy        | Tim Burns        |                                         |                                  |                           |                                |
| Fred "Fifi" Macaffee  | Roger Ward       |                                         |                                  |                           |                                |
| Bubba Zanetti         | Geoff Parry      |                                         |                                  |                           |                                |
| May Swaisey           | Sheila Florence  |                                         |                                  |                           |                                |
| Nightrider            | Vincent Gil      |                                         |                                  |                           |                                |
| Pappagallo            |                  | Michael Preston                         |                                  |                           |                                |
| Capitano Gyro         |                  | Bruce Spence                            |                                  |                           |                                |
| Guerriera             |                  | Virginia Hey                            |                                  |                           |                                |
| Kid                   |                  | Emil Minty, Harold BaigentOV            |                                  |                           |                                |
| Lord Humungus         |                  | Kjell Nilsson                           |                                  |                           |                                |
| Wez                   |                  | Vernon Wells                            |                                  |                           |                                |
| Aunty Entity          |                  |                                         | Tina Turner                      |                           |                                |
| Ironbar               |                  |                                         | Angry Anderson                   |                           |                                |
| The Collector         |                  |                                         | Frank Thring                     |                           |                                |
| The Master            |                  |                                         | Angelo Rossitto                  |                           |                                |
| The Blaster           |                  |                                         | Paul Larsson                     |                           |                                |
| Savannah Nix          |                  |                                         | Helen Buday                      |                           |                                |
| Jedediah, il pilota   |                  |                                         | Bruce Spence                     |                           |                                |
| Ammazza-porci         |                  |                                         | Robert Grubb                     |                           |                                |
| Furiosa               |                  |                                         |                                  | Charlize Theron           | Anya Taylor-Joy, Alyla BrowneY |
| Immortan Joe          |                  |                                         |                                  | Hugh Keays-Byrne          | Lachy Hulme                    |
| Rictus Erectus        |                  |                                         |                                  | Nathan Jones              | Nathan Jones                   |
| Organic Mechanic      |                  |                                         |                                  | Angus Sampson             | Angus Sampson                  |
| Il Mangiauomini       |                  |                                         |                                  | John Howard               | John Howard                    |
| Nux                   |                  |                                         |                                  | Nicholas Hoult            |                                |
| Glory la bambina      |                  |                                         |                                  | Coco Jack Gillies         |                                |
| Slit                  |                  |                                         |                                  | Josh Helman               |                                |
| Angharad la splendida |                  |                                         |                                  | Rosie Huntington-Whiteley |                                |
| Toast la sapiente     |                  |                                         |                                  | Zoë Kravitz               |                                |
| Capable               |                  |                                         |                                  | Riley Keough              |                                |
| Dag                   |                  |                                         |                                  | Abbey Lee                 |                                |
| Cheedo la fragile     |                  |                                         |                                  | Courtney Eaton            |                                |
| Il Fattore            |                  |                                         |                                  | Richard Carter            |                                |
| Doof Warrior          |                  |                                         |                                  | iOTA                      |                                |
| Valchiria             |                  |                                         |                                  | Megan Gale                |                                |
| Custode dei semi      |                  |                                         |                                  | Melissa Jaffer            |                                |
| Dementus              |                  |                                         |                                  |                           | Chris Hemsworth                |
| Praetorian Jack       |                  |                                         |                                  |                           | Tom Burke                      |
| Guerriero             |                  |                                         |                                  |                           | Daniel Webber                  |
| Mary Jo Bassa         |                  |                                         |                                  |                           | Charlee Fraser                 |
| Scabrous Scrotus      |                  |                                         |                                  |                           | Josh Helman                    |

Il personaggio di Max Rockatansky è interpretato da Mel Gibson nei film Interceptor (1979), Interceptor - Il guerriero della strada (1981) e Mad Max oltre la sfera del tuono (1985); a trent'anni di distanza da quest'ultimo film, Tom Hardy interpreta il personaggio nel nuovo film della serie Mad Max: Fury Road (2015).
Hugh Keays-Byrne interpreta due personaggi differenti all'interno della serie, sempre nel ruolo dell'antagonista principale: nel primo film, Interceptor, interpreta il capo della banda dei motociclisti Toecutter, mentre nel penultimo film della serie, Mad Max: Fury Road, interpreta il crudele tiranno Immortan Joe.
Anche Bruce Spence interpreta due personaggi all'interno della saga: in Interceptor - Il guerriero della strada interpreta il Capitano Gyro, mentre in Mad Max oltre la sfera del tuono interpreta il pilota Jebediah; in entrambi i ruoli è inizialmente avversario per poi divenire aiutante del protagonista.
Il personaggio di Furiosa è interpretato da Charlize Theron in Mad Max: Fury Road del 2015 e da Anya Taylor-Joy nel film prequel Furiosa: A Mad Max Saga del 2024.

## Colonna sonora
| Titolo                                                  | Data di uscita  | Durata | Compositori                                             |
| ------------------------------------------------------- | --------------- | ------ | ------------------------------------------------------- |
| Mad Max: Original Motion Picture Soundtrack             | 30 aprile 1980  | 31:25  | Brian May                                               |
| Mad Max 2: Original Motion Picture Soundtrack           | 11 gennaio 1982 | 35:08  | Brian May                                               |
| Mad Max Beyond Thunderdome                              | agosto 1985     | 44:27  | Maurice Jarre, Terry Britten, Graham Lyle, Holly Knight |
| Mad Max: Fury Road (Original Motion Picture Soundtrack) | 12 maggio 2015  | 71:01  | Junkie XL                                               |

### Brani di Tina Turner daBeyond Thunderdome
- We Don't Need Another Hero (Thunderdome)
- One of the Living

## Accoglienza

### Incassi
- La cella grigia indica che il dato non è disponibile

| Film                                    | Data di uscita USA | Incassi ($)               | Incassi ($)  | Incassi ($)    | Incassi ($) | Budget ($) |
| Film                                    | Data di uscita USA | Australia (incassi in A$) | Nord America | Internazionale | Mondiale    | Budget ($) |
| --------------------------------------- | ------------------ | ------------------------- | ------------ | -------------- | ----------- | ---------- |
| Interceptor                             | 12 aprile 1979     | 5355490                   | 8750000      | >91250000      | >100000     | 300000     |
| Interceptor - Il guerriero della strada | 24 dicembre 1981   | 10847491                  | 23667907     | >76332093      | >100000     | 3000       |
| Mad Max oltre la sfera del tuono        | 10 luglio 1985     | 4272802                   | 36231360     | —              | —           | 10000      |
| Mad Max: Fury Road                      | 15 maggio 2015     | 21716894                  | 154280290    | 226156977      | 380437267   | 150000     |
| Furiosa: A Mad Max Saga                 | 24 maggio 2024     | 4381770                   | 67475791     | 106300000      | 173775791   | 168000     |
| Totale                                  | Totale             | 46574447                  | 290404207    | >500039070     | >754213058  | 331300000  |

### Critica
- La cella grigia indica che il dato non è disponibile

| Film                                    | Rotten Tomatoes      | Metacritic         | CinemaScore |
| --------------------------------------- | -------------------- | ------------------ | ----------- |
| Interceptor                             | 89% (71 recensioni)  | 73 (14 recensioni) | —           |
| Interceptor - Il guerriero della strada | 93% (62 recensioni)  | 77 (15 recensioni) | —           |
| Mad Max oltre la sfera del tuono        | 81% (58 recensioni)  | 71 (18 recensioni) | —           |
| Mad Max: Fury Road                      | 97% (440 recensioni) | 90 (51 recensioni) | B+          |
| Furiosa: A Mad Max Saga                 | 90% (368 recensioni) | 79 (64 recensioni) | B+          |
| Media                                   | 90%                  | 78                 | B+          |

## Altri media

### Fumetti

#### Mad Max: Fury Road(2015)
Miniserie a fumetti del 2015 scritta da Mark Sexton e Nico Lathouris su soggetto di George Miller, prequel del film omonimo del 2015.

### Videogiochi

#### Mad Max(1990)
Videogioco d'azione a tema postapocalittico sviluppato e pubblicato da Mindscape per Nintendo Entertainment System nel 1990. Il gioco è basato sul secondo film della saga del 1981, Interceptor - Il guerriero della strada.

#### Mad Max(2015)
Videogioco action-adventure del 2015 sviluppato da Avalanche Studios e pubblicato da Warner Bros. Interactive Entertainment per PlayStation 4, Xbox One e Microsoft Windows. Il gioco si svolge prima degli eventi narrati nel film Mad Max: Fury Road.